# Raúl Arizábalo
Raúl Arizábalo – piłkarz urugwajski, bramkarz.
Jako piłkarz klubu Defensor Sporting wziął udział w turnieju Copa América 1949, gdzie Urugwaj zajął szóste miejsce. Arizábalo zagrał w dwóch meczach - z Paragwajem (stracił 1 bramkę) i Kolumbią (stracił 2 bramki). W pozostałych pięciu meczach bramki urugwajskiej strzegł Jorge La Paz.
Już w trakcie turnieju Arizábalo miał podpisany kontrakt mówiący o jego przejściu do brazylijskiego klubu Grêmio Pelotas.